# José António de Sá
José António de Sá (Bragança, 20 de março de 1756 — Lisboa, 14 de fevereiro de 1819) foi um doutor em leis pela Universidade de Coimbra, magistrado judicial e escritor. Sócio da Academia Real das Ciências de Lisboa, é autor de diversas obras de ciência política, de economia e de história do Direito.

## Biografia
José António de Sá nasceu na freguesia de Santa Maria da cidade de Bragança.
Recebeu o grau de doutor em 16 de maio de 1782. Tendo pensado em seguir o magistério na Faculdade de Direito da Universidade de Coimbra, pelo que foi opositor às cadeiras da mesma faculdade. Gorado esse propósito, resolveu dedicar-se à magistratura, e foi nomeado juiz de fora de Moncorvo. Mais tarde exerceu o cargo de desembargador da Relação do Porto. 
Nos primeiros anos do século XIX foi nomeado superintendente geral das Décimas da Corte e do Reino, cargo criado de novo, para cujo desempenho estabeleceu na sua própria casa uma espécie de tribunal, e dali expedia ordens para toda a parte em nome do soberano. Suprimindo-se este lugar no fim dalgum tempo, exerceu outro semelhante, sob a denominação mais restrita de superintendente geral das Décimas de Lisboa e seu termo, com jurisdição sobre os seis magistrados a quem incumbia essa arrecadação na capital. Conservou-se no exercício deste lugar até à data da sua morte.
Foi também juiz conservador da Real Companhia do novo estabelecimento para a criação e torcidos das sedas mandado organizar por alvará de 6 de janeiro de 1802. Também acumulava um lugar de director da Real Fábrica das Sedas no bairro das Águas Livres.
Foi conselheiro honorário da Fazenda, por decreto de 3 de dezembro de 1811, cavaleiro professo da Ordem de Santiago da Espada e sócio da Academia Real das Ciências de Lisboa. Na capacidade de académico, é autor de duas Memórias insertas nas colecções da Academia.
Faleceu a 14 de fevereiro de 1819, com 62 anos de idade, na Quinta do Pinheiro, em Sete Rios, sendo sepultado na capela da mesma quinta.

## Obras publicadas
Entre outras, é autor das seguintes obras:
- Compendio de observações, que formam o plano da viagem política e filosófica que se deve fazer dentro da pátria, Lisboa, 1783;
- Tratado sobre a origem e natureza dos testamentos, deduzido dos princípios mais sólidos dos direitos divinos, natural, civil, publico e das gentes, em que se analisa a política dos antigos povos, e se refutam as opiniões dos mais célebres doutores publicistas e civilistas, Lisboa, 1783;
- Elogio fúnebre do ill.mo e ex.mo sr. D. António Rolim de Moura, conde de Azambuja, tenente general, etc., Lisboa, 1784;
- Dissertações filosófico políticas sobre o trato de sedas na comarca de Moncorvo, Lisboa, 1787, com uma estampa; é uma obra curiosa para o estudo deste ramo de indústria em Portugal;
- Oração congratulatoria pela fausta ocasião de ser elevado á alta dignidade de patriarca de Lisboa o ex.mo e rev.mo sr. D. José Francisco de Mendonça, etc., Lisboa, 1787;
- Instruções gerais para se formar o cadastro, ou o mapa aritmético político do reino, feitas por ordem de S. A. o Príncipe Regente nosso senhor, Lisboa, 1801;
- Demonstração analítica dos bárbaros e inauditos procedimentos adoptados como meio de justiça peto Imperador dos Franceses para a usurpação do trono da sereníssima Casa de Bragança, e da real coroa de Portugal, etc., Lisboa, 1810;
- Defesa dos direitos nacionais e reais da Monarquia Portuguesa, Lisboa, 1816; 2 tomos; este livro excitou a veia humorística do padre José Agostinho de Macedo, que na Besta esfolada se divertiu largamente sobre ele.
- Um português aos portugueses, conjunto de opúsculos publicados sem o seu nome, contendo 6-7 discursos proclamatórios, em que o autor excitava o ânimo de seus compatriotas para a defesa da pátria, fazendo ao mesmo tempo observações e reparos políticos sobre o estado da Europa, e sucessos ocorrentes ao tempo destas publicações. Saíram todos impressos, em Lisboa, 1811 e 1812.
- Descrição económica da Torre de Moncorvo in Memórias económicas da Academia das Ciências de Lisboa, tomo III;
- Memória sobre a Origem e jurisdição dos corregedores das comarcas in Memórias de Literatura, tomo VII, de pág. 297 a 307.